# أم قمر
جزيرة أم قمر هي جزيرة مصرية صغيرة في البحر الأحمر، تقع على بعد 3 كم شمال جزر الجفتون، وهي محاطة بحيد مرجاني وتجمعات للأسماك والدلافين مما يجعلها وجهة مثالية لرياضة الغوص. يوجد على الجزيرة منارة صغيرة لتنبيه السفن وإرشادها.

## معرض الصور

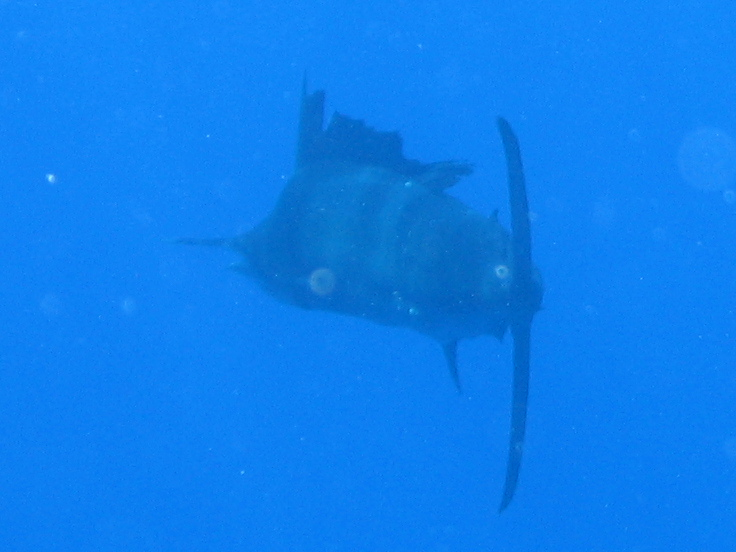
مرلين شراعي في شعب أم قمر
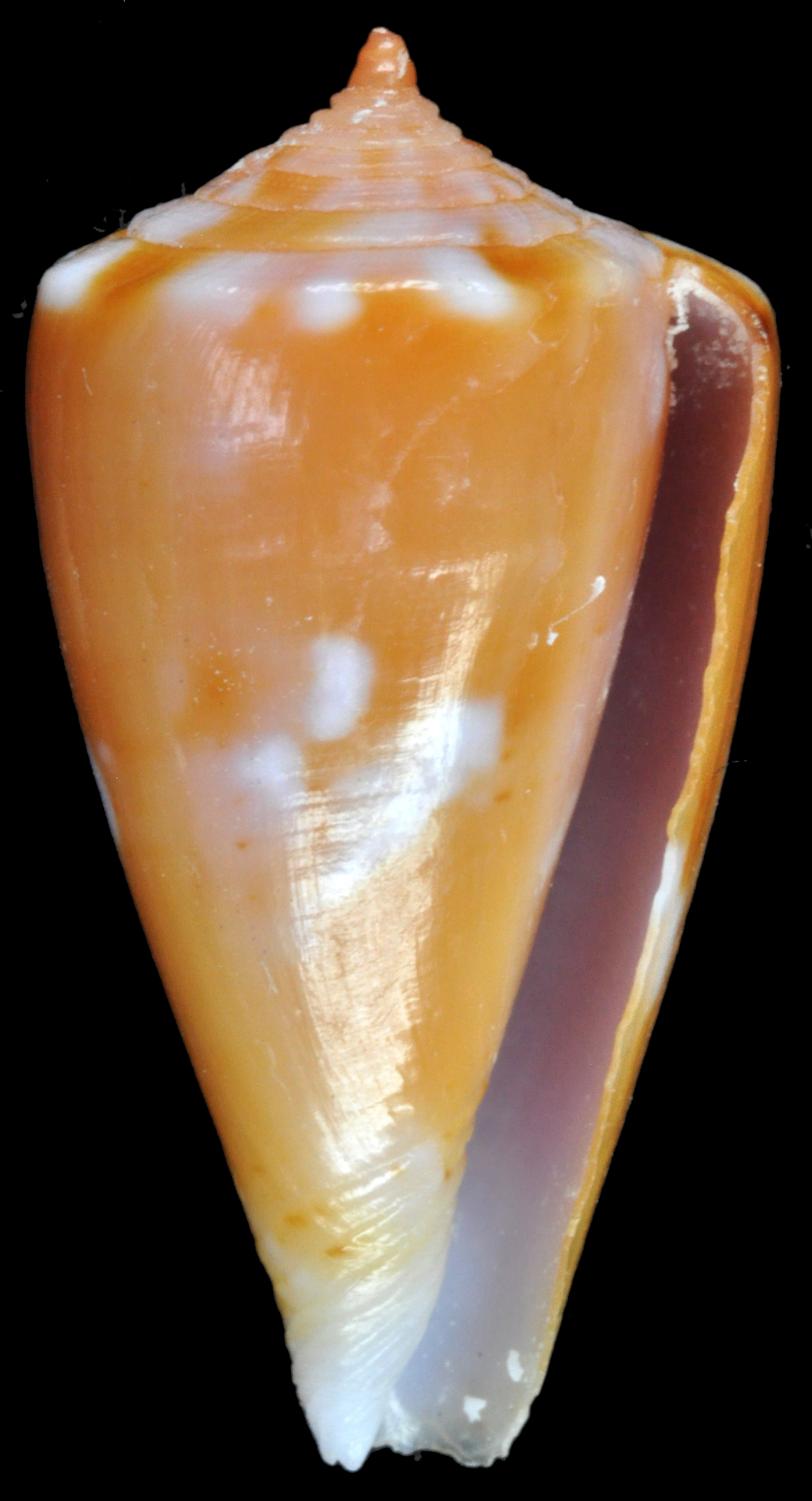
إحدى القواقع المكتشفة في أم قمر من نوع «Isoconus kahlbrocki»